# Asociación Las Kellys
Las Kellys es una asociación española de camareras de piso que pretende dar visibilidad a la problemática profesional de las trabajadoras de la limpieza en hoteles y nace con el objetivo de conseguir la mejora de su calidad de vida en su profesión. Las mujeres que integran la asociación Las Kellys al organizarse colectivamente se han reivindicado como sujeto político y de derechos.
La asociación se presentó oficialmente en Barcelona el 11 de octubre de 2016.
El nombre de “Las Kellys” se forma con un juego de palabras: “la Kelly, la que limpia”, las que  limpian hoteles.  

## Historia

### Orígenes y fundación
La Asociación Las Kellys nació oficialmente el 11 de octubre de 2016 después de meses de difusión, movilización y reivindicaciones de su situación laboral que día a día empeoraba, entre otros factores, por la externalización por parte de los hoteles de este servicio.
Las Kellys empezaron a moverse en las redes sociales en 2014; fue aquí, en este ámbito, donde las camareras de piso procedentes de diferentes lugares del territorio español fueron contactando y aportando testimonios de su situación laboral. En 2015 algunas de ellas avanzaron hacía una autoorganización, creando grupos territoriales en determinados destinos turísticos de España. A comienzos del 2016  con el fin de oficializar su existencia se constituyeron como Asociación Las Kellys. 
Las reivindicaciones de las Kellys ha llegado al Congreso de diputados de España y al Parlamento Europeo.
La asociación tiene presencia en los territorios del Estado español más representativos desde el punto de vista turístico: Barcelona, Benidorm, Cádiz, Fuerteventura, Lanzarote, La Rioja, Mallorca o Madrid.
Las camareras de piso trabajan cuando clientes y clientas del hotel están ausentes, fuera de las habitaciones, y es por eso que parece que son invisibles e inexistentes. El movimiento de estas trabajadoras por sacar a la luz su situación laboral fue constante y demostraron una gran capacidad de lucha para darse a conocer y sensibilizar a la población y, especialmente a la clientela de los hoteles, de su problemática. Desde que el movimiento de las Kellys comenzó su andadura hasta constituirse en Asociación, Las Kellys fue motivo de aparición en los medios de comunicación de España, tanto en los de ámbito local como nacional, en prensa, radio y televisión.
En febrero de 2024, la Consejería de Turismo y Empleo del Gobierno de Canarias anunció el encargo de un estudio para analizar los efectos que la carga de trabajo tiene en la salud mental de las trabajadoras. Es la primera vez que se aborda este tipo de estudio sobre las camareras de piso, con la participación de la Diputación del Común, la Patronal de Santa Cruz de Tenerife y empresas del sector turístico.

### Situación laboral
La situación laboral de las trabajadoras, camareras de piso en hoteles, se caracteriza por una sobrecarga de horas de trabajo motivada por la externalización del servicio, un trabajo mal pagado y las dolencias derivadas del trabajo físico. Las Kellys padecen dolores musculares, dolencias como hernias, síndrome del túnel carpiano o bursitis, enfermedades causadas por la realización de movimientos repetitivos en brazos y manos propios de su trabajo, y no reconocidas como enfermedades profesionales. Todo esto quedó recogido en la popularmente llamada Ley Kelly.

### Documental
Sobre la precariedad laboral de las camareras de hotel, la periodista y directora de cine Georgina Cisquella realizó la película-documental Hotel Explotación: Las Kellys donde relató la precariedad laboral de las camareras de hotel. Para retratar los problemas y la lucha de las mujeres que limpian los hoteles la directora hizo un seguimiento de dos años a las camareras de pisos de diferentes hoteles, pudiendo comprobar como sus condiciones de trabajo empeoraron “hasta llegar a cobrar euro y medio por habitación limpiada”, informó Cisquella.
El interés por las Kellys, también, se materializó en la preparación de una serie televisiva sobre “sobre mujeres luchadoras, con temáticas universales como la dignidad personal y laboral o el amor frente a la adversidad”, la productora contó para la realización con el  guionista Héctor Lozano.La serie se estrenó el 5 de junio de 2023 con el título Las invisibles.

## Objetivos
Las reivindicaciones planteadas son amplias y en consonancia con la situación laboral en cada territorio, así van desde el derecho a la jubilación anticipada al fin de las externalizaciones o el aumento de las inspecciones de trabajo, defendiendo los derechos de las trabajadoras y determinados cambios en el sector hotelero para conseguir sus objetivos:
- Jubilación anticipada, pensiones decentes y reconocimiento de trabajo penoso.
- Blindaje de los convenios de hostelería y negativa a reconocer a las empresas multiservicios como parte legítima del sector.
- Negativa a la externalización de los servicios de limpieza e impedir la cesión ilegal de trabajadoras.
- Incremento del número de inspectores laborales.
- Cumplimiento del capítulo III de la Ley de Prevención de Riesgos laborales y demanda de realización de estudios ergonómicos para calcular y limitar las cargas de trabajo según las características de cada hotel.
- Vincular la categoría de los hoteles a la calidad del trabajo que se genera en los mismos.

## Organización
Las Kellys están organizadas por grupos territoriales, se reúnen regularmente, cada grupo tiene su portavocia y la coordinación entre ellos se lleva a cabo a través de sus portavoces.
Como asociación que es requiere de una Junta directiva que está formada por camareras de piso de los distintos territorios.
Las Kellys son independientes y autónomas, se autogestionan y están desvinculadas de sindicatos y partidos políticos.

## Redes
Las redes sociales que contribuyeron al nacimiento de la Asociación Las Kellys se han seguido manteniendo para el funcionamiento, difusión de actividades y eventos, contacto, etc.: Facebook, Twitter, Instagram. El empleo de redes y el storytelling usado en ellas ha sido objeto de análisis en revistas científicas como un ejemplo de narrativa eficaz para las ONG.

## Premios y reconocimientos
- En 2018 IU de Rivas concede a las 'kellys' uno de los Premios 14 de abril.
- En 2019 Las Kellys reciben el Premio de Derechos Humanos de las Naciones Unidas.[12]

- En 2023 la Universidad de Alicante ha homenajeado a las Kellys al otorgarles uno de los premios de innovación del Instituto de Investigaciones Turísticas (IUIT), premio a la innovación por humanizar un trabajo invisible.